# Gens
Gens (plural: gentes) i antikens Rom refererar till en klan eller grupp av familjer som delar ett gemensamt namn (nomen) och som ansåg att de härstammade från en gemensam förfader. Enligt romersk namnsed var en persons andra namn just namnet på den gens som han tillhörde.
Begreppet har också använts för familjer inom ett klansystem i andra sammanhang.
Ursprunget till dessa gentes är osäkert, men roten kan härledas ur den urindoeuropeiska roten gan. Några av dem var förknippade med specifika kulter eller ceremonier, men de flesta av dem var huvudsakligen personliga eller familjära, och hade inte någon särskild politisk eller allmän funktion. Få av de romerska namnen är av indoeuropeiskt ursprung och några av dem är av etruskiskt ursprung. Irokesernas gentesnamn är uppkallade efter djur: björn, sköldpadda etc.
Trots detta var gentes en reell faktor i det politiska livet, medlemmar av samma gens var "släkt" och därför vanligen (men inte alltid) politiska allierade.
Gentes hade legal status i republikens Rom. En gens som juridisk person ägde egendom, däribland en gravplats för familjen. Det fanns en ledare för en gens, något som tillämpades mer strikt i det tidiga Rom, men mindre strikt i senare Rom. Under senare tid lät några patriciska gentes sig själva bli adopterade av plebejiska familjer, så att de skulle kunna ställa upp i val till poster som inte kunde besättas av patricier. Medlemmar av en gens var legalt bundna att hjälpa varandra på begäran. En gens var exogam, det vill säga giftermål mellan individer från samma gens var förbjudet.
En gens var patrilineär och patriarkal. Men detta var inte nödvändigtvis en sedvana som härrörde från de italiska folken då även etruskerna hade sådana vanor. Vid tiden för det republikanska Rom hade den etruskiska kulturen assimilerats in i den italiska och gentes hade förmodligen blandats.
Från början var äktenskap mellan plebejiska och patriciska familjer inte tillåtet och som ett resultat av detta föll flera patriciska familjer samman. Så småningom infördes Lex Canuleia vilken tillät sådana äktenskap.
De patriciska gentes indelas i två kategorier: gentes maiores och gentes minores. Maiores var Roms ledande familjer som Iulii, Aemilii, Claudii, Cornelii, Fabii och Valerii. Dessa familjer hade särskilda religiösa och världsliga privilegier.